# 충전재 금속
충전재 금속은 용접, 경 납땜 또는 납땜을 통해 공동의 결정에 추가된 금속이다.

## 용도

### 베어 전극 전선
베어 전극 전선은 가스 금속 아크 용접에 사용되는 전극 및 베어 봉 가스 텅스텐 아크 용접에 사용된다.

### 관상 전극 전선
관형 전극 전선은 자속 코어형 아크 용접에 사용된다.

## 참조
- Cary, Howard B. and Scott C. Helzer (2005). Modern Welding Technology. Upper Saddle River, New Jersey: Pearsen Education. ISBN 0-13-599290-7